# Taylor Rookery
Koordinaten: 67° 27′ S, 60° 53′ O
Die Taylor Rookery ist eine Brutkolonie der Kaiserpinguine an der Mawson-Küste des ostantarktischen Mac-Robertson-Lands. Sie liegt an der Ostflanke des Taylor-Gletschers. Sie ist die größte landgebundene Kolonie der Kaiserpinguine und ein besonders geschütztes Gebiet der Antarktis (ASPA #101).
Benannt ist sie in Anlehnung an die Benennung des benachbarten Gletschers. Dessen Namensgeber ist der britische Geograph Thomas Griffith Taylor (1880–1963), Teilnehmer an der Terra-Nova-Expedition (1910–1913) des britischen Polarforschers Robert Falcon Scott.